# Łukasz Balcer
Łukasz Wojciech Balcer (ur. 21 lipca 1935 w Sierakowie) – polski prawnik i polityk, działacz rad narodowych, poseł na Sejm PRL VIII kadencji, minister sprawiedliwości (1988–1989). 

## Życiorys
Syn Antoniego i Walentyny. Po ukończeniu studiów na Wydziale Prawa Uniwersytetu im. Adama Mickiewicza w Poznaniu w 1957 był aplikantem w Sądzie Wojewódzkim w Gdańsku (1957–1959), następnie zaś asesorem Sądu Powiatowego w Lęborku i adwokatem w Zespole Adwokackim w Pucku. Z początkiem sierpnia 1962 został członkiem Stronnictwa Demokratycznego, z ramienia którego sprawował funkcje w radach narodowych. Był kolejno wiceprzewodniczącym prezydium Miejskiej Rady Narodowej w Gdyni (1965–1969) oraz wiceprzewodniczącym prezydium Wojewódzkiej Rady Narodowej w Gdańsku (1969–1973). W łonie SD piastował funkcję wiceprzewodniczącego Miejskiego Komitetu w Gdyni, zasiadał w latach 1969–1981 w Centralnym Komitecie partii, pełnił też funkcje przewodniczącego (1971–1974) i sekretarza (1973–1981) Wojewódzkiego Komitetu w Gdańsku. Był też przewodniczącym Gdańskiego Towarzystwa Przyjaciół Sztuki. Został prezesem Ośrodka Zamiejscowego Naczelnego Sądu Administracyjnego w Gdańsku (1981–1982). Pełnił również obowiązki wicewojewody gdańskiego (od września 1982 do marca 1986). 
W latach 1980–1985 sprawował mandat posła na Sejm VIII kadencji. Od 1983 podsekretarz stanu w Urzędzie Ochrony Środowiska i Gospodarki Morskiej, zaś w latach 1986–1988 podsekretarz stanu w resorcie ochrony środowiska i zasobów naturalnych. Od 14 października 1988 do 12 września 1989 był ministrem sprawiedliwości w rządzie Mieczysława Rakowskiego. Uczestniczył w obradach Okrągłego Stołu, był współprzewodniczącym podzespołu do spraw reformy prawa i sądów.
Działał w Zrzeszeniu Prawników Polskich oraz Towarzystwie Przyjaźni Polsko-Radzieckiej. W 1983 wybrany w skład Krajowej Rady Towarzystwa Przyjaźni Polsko-Radzieckiej. W latach 1988–1990 członek Rady Ochrony Pamięci Walk i Męczeństwa. W lutym 1989 wszedł w skład działającej przy tej Radzie Komisji do spraw Upamiętnienia Ofiar Represji Okresu Stalinowskiego.

## Odznaczenia i wyróżnienia
Odznaczony Krzyżem Oficerskim i Kawalerskim Orderu Odrodzenia Polski, Srebrnym Krzyżem Zasługi oraz Medalem 30-lecia Polski Ludowej i odznaczeniem im. Janka Krasickiego. Honorowy prezes klubu Arka Gdynia.